# Wielie Elhorst
Wielie Elhorst (Zaandam, 10 januari 1969) is een Nederlands theoloog.

## Levensloop
Wielie Elhorst studeerde theologie aan de Protestantse Theologische Universiteit in Kampen. Hij groeide op in het Leger des Heils en was actief voor dit kerkgenootschap. Hij maakte - onder meer vanwege de onmogelijkheid om te werken bij deze kerk vanwege zijn homoseksuele geaardheid - in 1998 de overstap naar de Protestantse Kerk in Nederland. Hij werkte als senior-medewerker bij de landelijke jeugdorganisatie van de Protestantse Kerk in Nederland (JOP) en was van 2010-2015 ook als predikant in algemene dienst aan deze kerk verbonden. In 2015 werd hij bevestigd als predikant in Bussum (Wilhelminakerk) en in 2019 werd hij als vervangend predikant aangesteld in Amsterdam (Oranjekerk). 
Elhorst was actief bij de Stichting Landelijk KoördinatiePunt groepen kerk en homoseksualiteit (LKP). Bij zijn afscheid van deze organisatie in 2014 als voorzitter ontving hij namens COC Nederland de Bob Angelo Penning vanwege zijn inzet hiervoor en vanwege zijn bijdrage voor de emancipatie van homoseksuele mannen en lesbische vrouwen in geloofsgemeenschappen. Met name zijn inzet voor de LCC+ Projecten (sinds 2008), projecten voor de sociale acceptatie van lhbt-personen in christelijke gemeenschappen hebben hierin een belangrijke rol gespeeld. 
Mede dankzij zijn 'roze kerkdiensten' kreeg Elhorst bekendheid als 'roze predikant'. In 2016 werd dat ook officieel toen hij door de Protestantse Kerk Amsterdam werd benoemd als de allereerste predikant met een bijzondere opdracht voor de lhbt-gemeenschap. In 2018 werd Elhorst vanwege deze rol genomineerd voor het Roze Lieverdje. In Amsterdam organiseert hij jaarlijks in de Oude Kerk de wake ter gelegenheid van de Internationale Dag tegen Homofobie, Bifobie en Transfobie (17 mei, IDAHOBIT), de Pride Kerkdienst tijdens Amsterdam Pride (eerste zondag van augustus) en de Pink Christmas Kerkdienst (in december), beide in de Keizersgrachtkerk.
In de Protestantse Kerk in Nederland zette Elhorst zich in om het onderscheid tussen zegenen en inzegenen bij huwelijksdiensten op te heffen. In deze kerk kunnen alleen heteroseksuele paren die trouwen ingezegend worden. 
Elhorst zei hierover: “Eenheid mag wat waard zijn. Een kerk die ter wille van het evangelie geen risico’s neemt, is dat nog een kerk?” Toch besloot deze kerk in november 2018 dit verschil tussen homoparen en heteroparen te handhaven.
Ook internationaal zet Elhorst zich in voor de acceptatie en emancipatie van christelijke lhbt-personen. Hij was van 2015-2019 co-voorzitter van het Europees Forum van christelijke LHBT-groepen. Hij is voor deze organisatie ook de coördinator van de Political Advocacy Working Group en vertegenwoordigt het Europees Forum bij de Raad van  Europa in Straatsburg. Als onderzoeksvrijwilliger van het Europees Forum is hij betrokken bij de totstandkoming van een inclusiviteitsindex van Europese en Centraal-Aziatische kerken (i.s.m. de Protestantse Theologische Universiteit in Amsterdam). 
Wielie Elhorst was medeorganisator van de  "Viering van Liefde" die in reactie op de Nashvilleverklaring plaatsvond op 9 januari 2019 bij het Homomonument in Amsterdam. Op 7 september 2020 sprak hij tijdens een demonstratie op het Homomonument zijn verzet uit tegen de wens van de Poolse RK-bisschoppenconferentie en de Poolse regering om zogenaamde 'conversieklinieken' op te richten, gericht tegen de praktisering van een homoseksuele oriëntatie.
Op 26 april 2021 werd hij benoemd tot Ridder in de Orde van Oranje-Nassau.
Op 16 oktober 2022 deed hij als eerste in Nederland intrede als predikant met bijzondere opdracht voor de LHBTI-gemeenschap, vanwege de Protestantse Kerk Amsterdam.
In 2023 was hij één van de drie genomineerden voor de Jos Brink Oeuvre Prijs, een staatsprijs voor LHBTIQ+ emancipatie. Hij werd genomineerd 'voor een inspirerende bijdrage aan het verbeteren van de sociale acceptatie en veiligheid van LHBTIQ+ personen in de samenleving.' De eervolle vermelding werd op 4 juni 2023 uitgereikt in Amsterdam in aanwezigheid van de minister van Onderwijs, Cultuur en Wetenschap Robbert Dijkgraaf.

## Publicaties
- Coming Out Churches (samen met Tom Mikkers) - Meinema, 2011.
- Zie de regenboog en prijs zijn maker. Een handreiking voor roze vieringen (samen met Stijn van der Woude) - Kok Utrecht, 2018.
- Wondermooi, zoals U mij gemaakt hebt. Handreiking voor gelovige transgender personen en werkers in de kerk (samen met Heleen Zorgdrager, Jolanda Molenaar en Carl Buijs). KokBoekencentrum Utrecht, 2019.